# چشم‌سفید زرین
چشم‌سفید زرین (نام علمی: Cleptornis marchei) نام یک گونه از تیره چشم‌سفید است.